# ドンウ

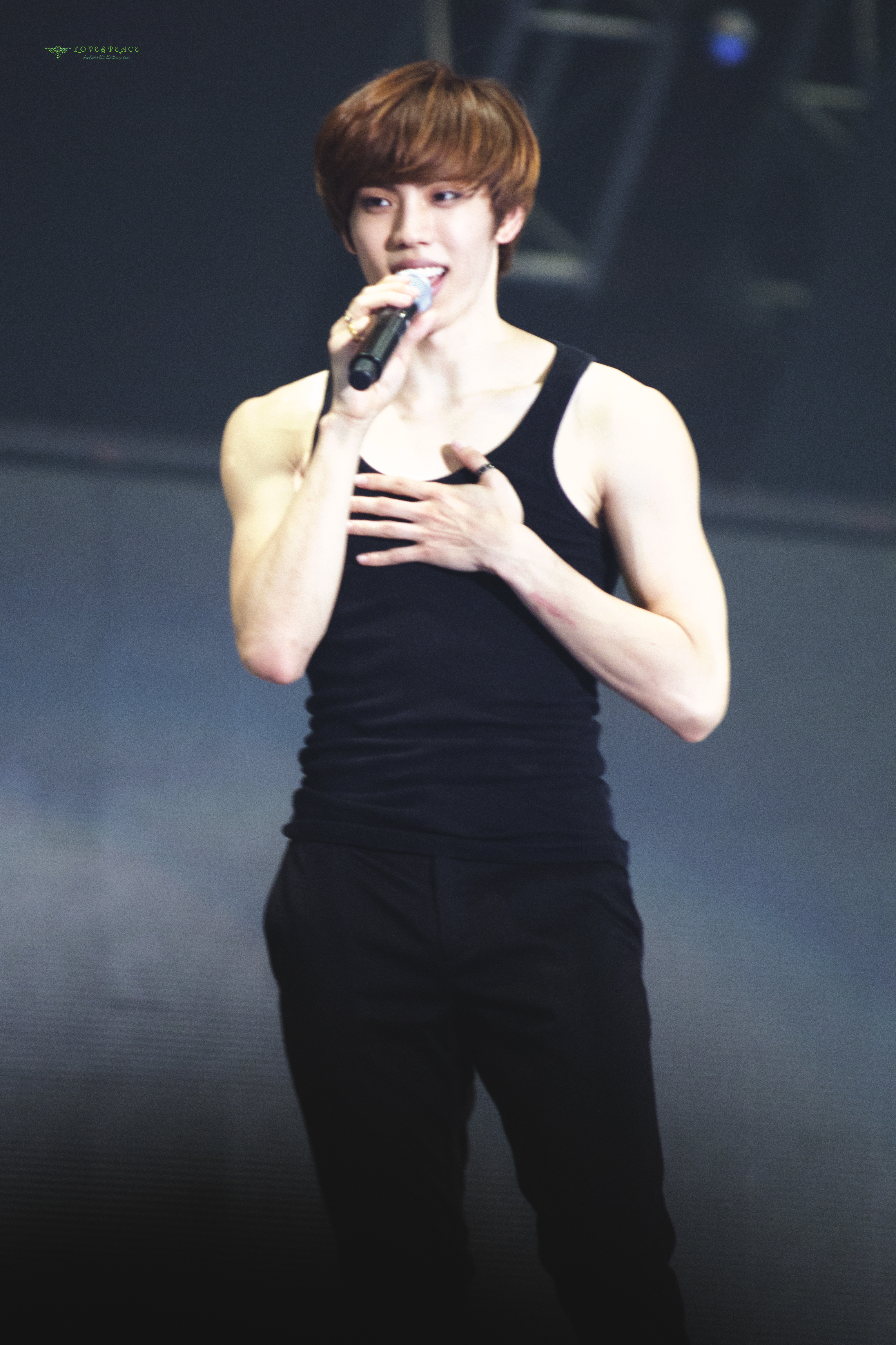
2015年

ドンウ（장동우、張東雨、1990年11月22日 - ）は、大韓民国の歌手、俳優である。INFINITE、INFINITE Hのメンバーである。Big Bossエンターテインメント所属。本名はチャン・ドンウである。血液型A型、身長175cm。

## 来歴
- 2010年6月9日、INFINITEのメンバーとしてデビュー。
- 2012年9月、INFINITEのメンバー・ホヤとINFINITE Hというサブユニットを結成。
- 2015年2月、ミンホとリージーと一緒にミュージックコアのための特別MCとして活動した。
- 2016年10月、ユン・ソヨンが特集したボーカル「エンディング・イン・マインド」で初の作曲を発表した。
- 2021年3月31日、Woollimエンターテインメントとの契約が終了[1]。
- 2021年10月1日、Big Bossエンターテインメントと専属契約を結んだ[2]。

## ディスコグラフィ

### ミニアルバム
- Bye（2019年3月4日）

### コラボレーション
- 「그녀는 바람둥이야 (彼女は浮気者よ)」 - Baby Soul + ユ・ジア (feat. ドンウ) (2012年1月18日)
- 「7-2=오해」 - Nicole (feat. ドンウ) (2014年11月19日) ニコルの1stミニアルバム「First Romance」収録曲
- 「뼛속까지 아파 (骨まで痛い)」 - Ami (feat. B1A4バロ ＆ Infiniteドンウ) (2015年8月27日)

## 出演

### テレビ番組
- 마초들의 변신-와우맨（Wowman）（2010年9月15日 - 12月8日、E channel）

### テレビアニメ
- Wara Store（2021年）- 声優

### ミュージカル
- SHOW×MUSICAL『ドリームハイ』（2025年4月11日 - 27日、シアターH） - チン・グク 役[3]